# Coppa delle Coppe dell'AFC 1990-1991
La Coppa delle Coppe dell'AFC 1990-1991 è la 1ª  edizione della coppa a cui prendono parte 17 squadre da altrettante federazioni provenienti da tutta l'Asia.

## Primo turno
| Squadra 1                | Totale | Squadra 2   | Andata | Ritorno |
| ------------------------ | ------ | ----------- | ------ | ------- |
| Punjab                   | 2-13   | Persepolis  | 2-4    | 0-9     |
| Al Faisaly               | (w/o)1 | Al Qadisiya |        |         |
| Mohammedan               | (w/o)2 | Renown SC   |        |         |
| Krama Yudha Tiga Berlian | 3-3    | Geylang     | 1-1    | 2-2     |
| Mohun Bagan              | 0-5    | Dalian      | 0-1    | 0-4     |
| Fanja                    | 1-3    | Al Arabi    | 1-3    | 0-0     |
| Muharraq                 | 8-1    | Nejmeh      | 5-1    | 3-0     |
| Daewoo Royals            | bye    |             |        |         |
| Al Shabab                | bye    |             |        |         |
| Al Hilal                 | bye    |             |        |         |

1 Al Qadisiya ritirato. 

2 Renown SC ritirato.

## Secondo Turno
| Squadra 1                | Totale | Squadra 2     | Andata | Ritorno |
| ------------------------ | ------ | ------------- | ------ | ------- |
| Persepolis               | (w/o)1 | Daewoo Royals |        |         |
| Al Hilal                 | 9-1    | Mohammedan    | 7-0    | 2-1     |
| Krama Yudha Tiga Berlian | 2      | Dalian        |        |         |
| Al Faisaly               | 0-2    | Al Shabab     | 0-1    | 0-1     |
| Al Arabi                 | 1-4    | Muharraq      | 1-0    | 0-4     |

1 Daewoo Royals ritirato. 

2 Sia Krama Yudha Tiga Berlian e Dalian ritirate.

## Semi-Finali
| Squadra 1 | Totale | Squadra 2  | Andata | Ritorno |
| --------- | ------ | ---------- | ------ | ------- |
| Al Hilal  | 0-1    | Persepolis | 0-0    | 0-1     |
| Muharraq  | 3-2    | Al Shabab  | 1-0    | 2-2     |

## Finale
| Squadra 1 | Totale | Squadra 2  | Andata | Ritorno |
| --------- | ------ | ---------- | ------ | ------- |
| Muharraq  | 0-1    | Persepolis | 0-0    | 0-1     |

| Coppa delle Coppe dell'AFC 1990-1991 |
| --- |
| Persepolis F.C. (1º titolo) |
| Nader Baghery, Saeid Azizian, Mohammad Panjali, Mohammadhassan Ansarifard, Farshad Pious, Mojtaba Moharrami, Ali Vardast Baghmisheh, Morteza Fononizadeh, Hosein Abdi, Hamid Derakhshan, Mohsen Ashori, Morteza Kermani Mohghaddam, Naser Mohamadkhani, Fariborz Moradi, Saeid Naeimabadi, Hamid Roozbahani |
| Coach: Ali Parvin |